# Yankees (album)
Yankees est un album de musique improvisée jouée par Derek Bailey, George Lewis et John Zorn. Sorti à l'origine en vinyle sur Celluloid, il a été réédité en cd par la même compagnie, puis par Charly Records.

## Titres
| 1.    | City City City               | 8:27  |
| 2.    | The Legend Of Enos Slaughter | 9:26  |
| 3.    | Who's On First               | 3:13  |
| 4.    | On Golden Pond               | 17:47 |
| 5.    | The Warning Track            | 5:28  |
| 44:21 |                              |       |

## Personnel
- Derek Bailey – guitares acoustique et électrique
- George Lewis - trombone
- John Zorn – saxophone alto et soprano, clarinette, appeaux